# Río Pico (afluente del Arlanzón)
El Pico es un río de la cuenca hidrográfica del Duero, en España. Se sitúa en el centro de la provincia de Burgos (Castilla y León). Recorre 14 km desde su nacimiento, en la sierra de Atapuerca, hasta su desembocadura en el río Arlanzón, aguas abajo del humedal de Fuentes Blancas, en el término de Burgos.
El Pico siempre fue el río que bañaba el pueblo de Gamonal de Río Pico y desembocaba en el río Vena, a la altura de lo que hoy en día es la Escuela Oficial de Idiomas. Pero su curso original fue modificado en su tramo final a finales de los años 1970 y comienzo de los 1980, cuando se urbanizó y terminó de construir el polígono industrial de Gamonal. Este nuevo tramo de desembocadura se reinventó con un canal en tierra trapezoidal, con un gusto totalmente artificial (se pueden ver los tramos de cauce completamente rectilíneos que bordean el actual aparcamiento de transportistas Asebutra, al pie de la N-120). Pertenece a la Confederación Hidrográfica del Duero.
Aparece descrito en el decimotercer volumen del Diccionario geográfico-estadístico-histórico de España y sus posesiones de Ultramar de Pascual Madoz de la siguiente manera:

PICO: r. en la prov. y part. jud. de Búrgos; nace en Villalbal; pasa por Cardeñuela Riopico, donde hay un puente de piedra de un solo arco, y se une al Arlanzon: impulsa las ruedas de algunos molinos, y cria pesca de cangrejos.
(Madoz, 1849, p. 11)